# Sint-Jozefparochie (Deurne)
De Sint-Jozefparochie is een wijk in het zuidwesten van Deurne in de Nederlandse gemeente Deurne.
In het zuidelijk deel van het dorp staan de gebouwen van de meeste middelbare scholen van Deurne, namelijk het Alfrinkcollege, het Peellandcollege, het Hub van Doornecollege, het Sprongcollege en het St.-Willibrord Gymnasium.

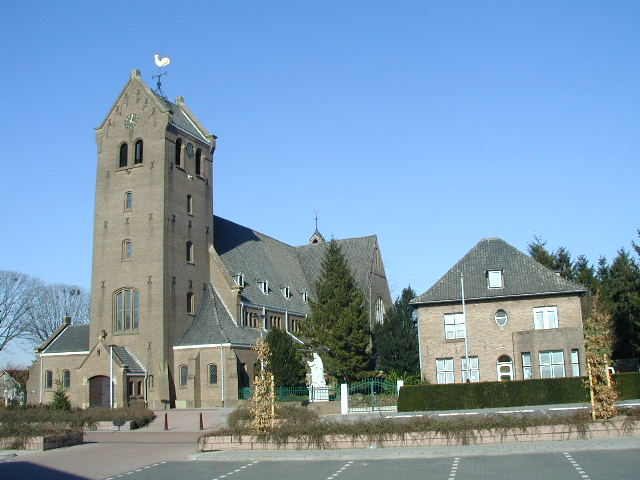
Kerk en pastorie (met Heilig Hartbeeld) van de Sint-Jozefparochie aan de Sint-Jozefstraat, 23 maart 2003.

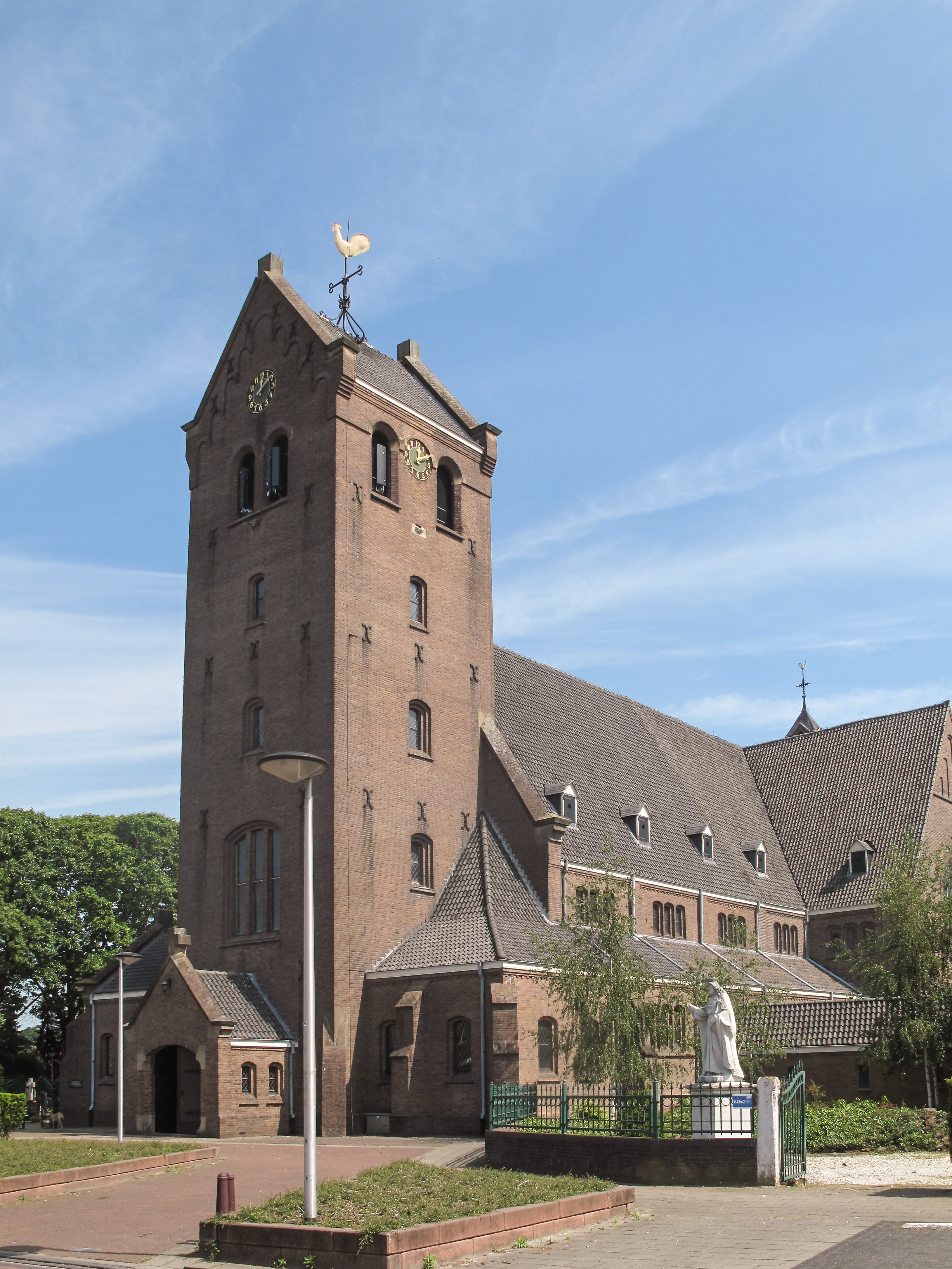
Deurne, de Sint Jozefkerk

## Geschiedenis
De basis voor de Sint-Jozefparochie, door de inwoners nog altijd de Hei of kortweg de Sint-Jozef genoemd, werd kort na de Eerste Wereldoorlog gelegd door de bouw van sociale woningbouw aan het Sint-Jozefplein, de Beukenstraat en de Vloeieindseweg, aan de rand van het grote heideterrein ten zuiden van de spoorlijn Eindhoven-Venlo. De ligging op een plek die voorheen woeste grond was, komt nog tot uitdrukking in de naam van de carnavalsvereniging, de Heikneuters. De drie belangrijkste straten in dit oudste deel van de wijk, de Sint-Jozefstraat, de Vlierdenseweg en de Beukenstraat, bestonden vóór de aanleg van de wijk reeds als zandpaden.
In de jaren twintig volgden de bouw van een kerk, pastorie, klooster en jongens- en meisjesschool aan zo'n voormalig zandpad dat werd omgedoopt in Sint-Josephweg, later Sint-Jozefstraat. Het klooster werd bewoond door de Zusters van het Allerheiligste Hart van Jezus uit Moerdijk, die ook het onderwijs op de meisjesschool verzorgden. Het gebouw werd in de jaren negentig van de 20e eeuw afgebroken, nadat het eerder gedeeltelijk door brand was verwoest. Het pad langs het klooster werd bezongen door Gèr Gedoan (en langs het tuinpad van de zusters), een groep waarvan de leden merendeels uit deze wijk afkomstig zijn. Tegenwoordig draagt dit kleine verbindingspaadje tussen Sint-Jozefstraat en Beukenstraat de naam Willem Wijnenlaan, naar een 20e-eeuwse dorpsfiguur.
Binnen het gemeenschapsleven dat zich al spoedig ontwikkelde, speelde de voetbalvereniging Sint Jozefparochiese Voetbal Vereniging (SJVV) altijd een belangrijke rol. Het gemeenschapshuis Hofke van Marijke is gebouwd tegen de voormalige woning van Hub van Doorne aan de voormalige Marijkeweg, de huidige Rembrandt van Rijnstraat. Naast het gemeenschapshuis ligt de speeltuin De Speuldries, waarheen decennialang schoolreisjes van de allerjongsten uit de hele omgeving trokken.
Het gebied waar de wijk ligt, was reeds vóór de aanleg in gebruik als winlocatie voor leem, waarvan stenen werden gebakken in de steen- en ringovens nabij de spoorlijn. Straatnamen als Steenovenweg, Leembaan en Ringoven herinneren daar nog aan. Ook na aanleg van de wijk ging de winning door. De leem werd via een smalspoor langs de Leembaan uit de Leemskuilen naar de steenfabriek gebracht.

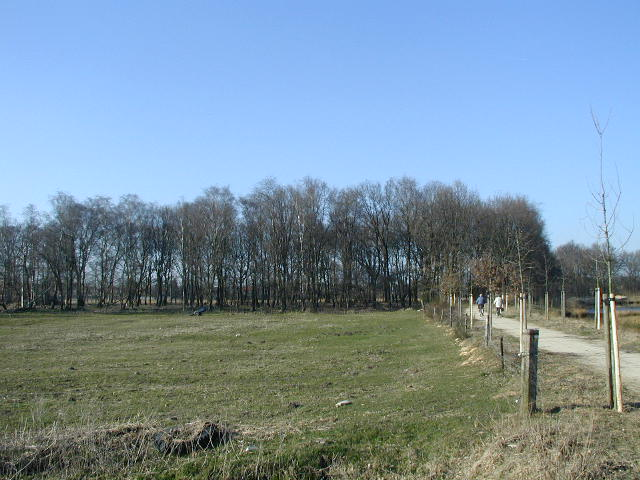
Leemskuilen aan de Sint-Jozefstraat nabij Vreekwijk, 23 maart 2003.

De Sint-Jozefparochie groeide, net als Deurne in zijn geheel, zeer snel na de Tweede Wereldoorlog. Aanvankelijk gebeurde dat in het gebied tussen de Vlierdenseweg en Sint-Jozefstraat. De straten kregen hier namen van boomsoorten en prehistorische volkeren. De aanleiding voor het laatste was de vondst van een prehistorisch urnenveld onder de latere Potbosstraat in 1837. Langs de spoorlijn, bij de steenfabriek, ontstond een bedrijventerrein.
In de jaren zeventig en tachtig werd het gebied aan de oostzijde van de Sint-Jozefstraat bebouwd, waar de straten op dat moment namen van schilders kregen. Dit gebied was in tegenstelling tot het oudste deel van de wijk reeds in het midden van de 19e eeuw in cultuur gebracht, en de huizen werden in de late 20e eeuw dan ook niet op heidegrond gebouwd. Het rationele wegenpatroon, bestaande uit de Leembaan met haaks daarop de Jan Vermeerstraat, de Ferdinand Bolstraat en de Rembrandt van Rijnstraat (voorheen Marijkeweg), dateert dan ook uit de 19e eeuw. In aanvulling op deze uitbreiding van de wijk werd ook een bedrijventerrein aangelegd aan de zuidzijde van de wijk, tot aan de buurtschap Vreekwijk. Daarvoor moest een deel van de oude verbindingsweg van 's-Hertogenbosch-Keulen, het Oude Stappad, wijken. In een van de melancholische liedjes van Gèr Gedoan wordt dit verwoord als Woar hebbe ze de Stappad naw geloate? (Overigens is deze formulering historisch niet geheel correct, want het Oude Stappad is verdwenen, niet het Stappad. Het Stappad is de vroegere naam van het parallel lopende deel van de huidige Liesselseweg, dus tussen Hub van Doorneweg en Sint-Jozefstraat).

## Flora en fauna
In Sint Jozefparochie liggen twee habitats van de zeldzame knoflookpad.

## Dorpsfilm
Een levendig beeld van het dorpsleven in de Sint-Jozefparochie in 1958 is te zien in de dorpsfilm van Johan Adolfs uit dat jaar. De originele film is vermoedelijk verloren gegaan.